# Lista do Patrimônio Mundial na Alemanha
A Organização das Nações Unidas para a Educação, a Ciência e a Cultura (UNESCO) propôs um plano de proteção aos bens culturais do mundo, através do Comité sobre a Proteção do Património Mundial Cultural e Natural, aprovado em 1972. Esta é uma lista do Patrimônio Mundial existente na Alemanha, especificamente classificada pela UNESCO e elaborada de acordo com dez principais critérios cujos pontos são julgados por especialistas na área. A Alemanha, país da Europa central que abriga relevante legado cultural e histórico de diversas civilizações formadoras do mundo ocidental moderno, aderiu à convenção em 23 de agosto de 1976, tornando seus locais históricos elegíveis para inclusão na lista.
O sítio Catedral de Aachen foi o primeiro local da Alemanha incluído na lista do Patrimônio Mundial da UNESCO por ocasião da 3.ª Sessão do Comitê do Património Mundial, realizada em Luxor (Egito) em 1978. Desde então, A Alemanha totaliza 51 sítios classificados como Patrimônio da Humanidade, sendo 48 deles de classificação Cultural e 3 de classificação Natural. 

## Bens culturais e naturais
A Alemanha conta atualmente com os seguintes lugares declarados como Patrimônio da Humanidade pela UNESCO:
| | Catedral de Aachen |
| Bem cultural inscrito em 1978, modificado em 2013. |                    |
| Localização: Renânia do Norte-Vestfália |                    |
| A construção desta capela palatina em forma de basílica octogonal encimada por uma cúpula começou entre 790 e 800, no tempo do imperador Carlos Magno. É uma reconstrução das igrejas do Império Romano do Oriente e esplêndidos revestimentos foram acrescentados a ela na Idade Média. (UNESCO/BPI) |                    |

| | Catedral de Speyer |
| Bem cultural inscrito em 1981. |                    |
| Localização: Renânia-Palatinado |                    |
| Fundada por Conrado II em 1030 e remodelada no final do século XI, a Catedral de Speyer é uma basílica com quatro torres e duas cúpulas. É um dos mais importantes monumentos românicos do Sacro Império Romano. Durante três séculos foi o local de sepultamento dos imperadores alemães. (UNESCO/BPI) |                    |

| | Residência de Wurtzburgo com os jardins da corte e praça da residência |
| Bem cultural inscrito em 1981, modificado em 2010. |                                                                        |
| Localização: Baviera |                                                                        |
| Este suntuoso palácio barroco é um dos maiores e mais belos da Alemanha e foi construído sob o patrocínio de dois sucessivos príncipes-bispos, Lothar Franz e Friedrich Carl von Schönbom. Está rodeado de magníficos jardins e foi embelezado no século XVIII por um grupo de arquitetos, escultores, pintores (incluindo Tiepolo) e estucadores de vários países, sob a direção de Balthasar Neumann. (UNESCO/BPI) |                                                                        |

| | Igreja de Peregrinação de Wies |
| Bem cultural inscrito em 1983. |                                |
| Localização: Baviera |                                |
| Milagrosamente preservada no coração de um vale alpino, a Igreja de Wies (1745-54), obra do arquiteto Dominikus Zimmermann, é uma joia da arte rococó bávara, exuberante, alegre e cheia de cor. (UNESCO/BPI) |                                |

| | Castelos de Augustusburg e de Falkenlust em Brühl |
| Bem cultural inscrito em 1984. |                                                   |
| Localização: Renânia do Norte-Vestfália |                                                   |
| O Palácio de Augustusburg foi a residência suntuosa dos príncipes-arcebispos de Colônia. No meio dos esplêndidos jardins circundantes está o Pavilhão Falkenlust, uma casa de campo em estilo campestre. Ambas as construções estão entre as primeiras obras arquitetônicas da arte rococó na Alemanha do século XVIII. (UNESCO/BPI) |                                                   |

| | Catedral de Santa Maria e Igreja de São Miguel em Hildesheim |
| Bem cultural inscrito em 1985. |                                                              |
| Localização: Baixa Saxónia |                                                              |
| A Igreja de São Miguel foi construída entre 1010 e 1020 seguindo um traçado simétrico com duas absides, característico de obras no estilo românico otoniano da Saxônia. O seu teto de madeira e estuque pintado, bem como os tesouros da Catedral de Santa Maria - famosa pelas suas portas e pela coluna de bronze de Bernward - constituem um testemunho excepcional das igrejas românicas do Sacro Império Romano. (UNESCO/BPI) |                                                              |

| | Monumentos Romanos de Tréveris, Catedral de São Pedro e Igreja de Nossa senhora |
| Bem cultural inscrito em 1986. |                                                                                 |
| Localização: Renânia-Palatinado |                                                                                 |
| Localizada às margens do rio Mosela, a cidade de Trier foi uma colônia romana do século I aC. Cem anos depois, tornou-se uma importante metrópole mercantil. No final do século III foi uma das capitais da Tetrarquia e recebeu o nome de "segunda Roma". A densidade e o estado de conservação dos seus monumentos fazem dela um testemunho excepcional da civilização romana. (UNESCO/BPI) |                                                                                 |

| | Fronteiras do Império Romano |
| Bem cultural inscrito em 1987, estendido em 2005 e 2008. |                              |
| Este bem é compartilhado com: Reino Unido. |                              |
| Localização: Hesse |                              |
| Este sítio é composto por duas seções da fronteira do Império Romano (limes romanus) que datam de seu apogeu (século II) e se estendem por mais de 550 km pela Alemanha, seguindo sentido noroeste-sudeste até a região do Danúbio. O sítio foi inscrito como uma extensão da Muralha de Adriano (Reino Unido), que já figurava na Lista do Patrimônio Mundial desde 1987. O limes romanus possuía comprimento total de 5 mil km e cortava todo o continente deste a costa atlântica setentrional da Grã-Bretanha até o Mar Negro. Desde então, seu traçado se orientava ao Mar Vermelho para chegar pelo Norte da África até alcançar novamente a costa do Atlântico. As duas seções do limes abrigam vestígios de muralhas, fossos, fortes, citadelas, torres de vigia e habitações civis. Alguns destes elementos foram descobertos através de escavações arqueológicas ou foram reconstruídos, enquanto outros se perderam eternamente. A Muralha de Adriano, que possui comprimento de 118 km, é um notável exemplo da maneira em que se organizava uma zona militar na Roma Antiga. (UNESCO/BPI) |                              |

| | Cidade Hanseática de Lübeck |
| Bem cultural inscrito em 1987, modificado em 2009. |                             |
| Localização: Eslésvico-Holsácia |                             |
| Antiga capital e cidade-rainha da Liga Hanseática, Lübeck foi fundada no século XII e até o século XVI foi a principal metrópole comercial do norte da Europa. Hoje, continua a ser um importante centro de comércio marítimo, especialmente com os países nórdicos. Apesar dos danos sofridos durante a Segunda Guerra Mundial, a estrutura da Cidade Antiga foi preservada com seus casarões dos séculos XV e XVI, suas igrejas, seus depósitos de sal e seus monumentos públicos, como o famoso portão fortificado de Holstentor, construído em tijolos. (UNESCO/BPI) |                             |

| | Palácios e parques de Potsdam e Berlim |
| Bem cultural inscrito em 1990, estendido em 1990 e 1992. |                                        |
| Localização: Brandemburgo / Berlim |                                        |
| Os 500 hectares de parques e os 150 edifícios palacianos de Potsdam, construídos entre 1730 e 1916, formam um conjunto artístico cujo ecletismo contribui para reforçar a sua singularidade. Este complexo também se estende pelo distrito de Berlim-Zehlendorf, pontilhado de edifícios e jardins localizados nas margens do rio Havel e do lago Glienicke. O filósofo francês Voltaire viveu em um deles, o Palácio Sans-Souci, construído por ordem de Frederico II entre 1745 e 1747. (UNESCO/BPI) |                                        |

| | Abadia e Altenmünster de Lorsch |
| Bem cultural inscrito em 1991. |                                 |
| Localização: Hesse |                                 |
| O conjunto formado pela abadia e sua monumental entrada, a famosa "Torhalle", é um dos raros testemunhos arquitetônicos da época carolíngia. As suas esculturas e pinturas, que também datam desta época, encontram-se em excelente estado de conservação. (UNESCO/BPI) |                                 |

| | Minas de Rammelsberg, Cidade Histórica de Goslar e Reservatório de Água do Oberhartz |
| Bem cultural inscrito em 1992. |                                                                                      |
| Localização: Baixa Saxónia |                                                                                      |
| O sistema de gestão hidráulica de mineração do Alto Harz, ao sul das minas de Rammelsberg e da cidade de Goslar, acompanha a exploração de minérios para a produção de metais não ferrosos há quase 800 anos. Foi iniciado na Idade Média pelos monges cistercienses e desenvolvido massivamente do final do século XVI ao século XIX. Oferece um sistema muito complexo mas perfeitamente coerente de lagoas artificiais, pequenos canais, túneis e drenagem subterrânea. Em particular, permitiu o desenvolvimento da energia hidráulica, que foi utilizada na mina e nos processos metalúrgicos. É um importante local representativo da inovação em mineração no mundo ocidental. (UNESCO/BPI) |                                                                                      |

| | Complexo do Mosteiro de Maulbronn |
| Bem cultural inscrito em 1993. |                                   |
| Localização: Baden-Württemberg |                                   |
| Fundada em 1147, a abadia cisterciense de Maulbronn é o complexo monástico medieval mais completo e mais bem preservado ao norte dos Alpes. Construída entre os séculos XII e XIV, seus principais edifícios estão dentro de um recinto fortificado. O mosteiro foi construído na época da transição do românico para o gótico e desempenhou um papel importante na difusão da arquitetura gótica no centro e norte da Europa. Além disso, a abadia preservou seu excepcional sistema de abastecimento de água por meio de canais e reservatórios. (UNESCO/BPI) |                                   |

| | Bamberga |
| Bem cultural inscrito em 1993. |          |
| Localização: Baviera |          |
| A partir do século X, Bamberga foi um importante ponto de contato e intercâmbio com os povos eslavos da Europa Oriental, em particular os poloneses e os pomeranos. Em seu apogeu, a partir do século XII, sua arquitetura exerceu considerável influência sobre a do norte da Alemanha e da Hungria. No final do século 18, Bamberg tornou-se o foco principal do Iluminismo do Sul da Alemanha. Contava entre seus cidadãos ilustres filósofos e escritores como Hegel e Hoffmann. (UNESCO/BPI) |          |

| | Igreja da Colegiada, Castelo e Centro Histórico de Quedlimburgo |
| Bem cultural inscrito em 1994. |                                                                 |
| Localização: Saxônia-Anhalt |                                                                 |
| Localizada na Região da Saxônia-Anhalt, a cidade de Quedlimburgo foi uma das capitais do Sacro Império Romano na época da dinastia saxônica otoniana. A partir da Idade Média tornou-se uma próspera cidade de comerciantes. O número, a qualidade e o estado de conservação dos seus edifícios em enxaimel fazem dela um exemplo excepcional de cidade medieval europeia. A Igreja da Colegiada de São Gervásio é uma obra-prima da arquitetura românica. (UNESCO/BPI) |                                                                 |

| | Siderúrgica de Völklingen |
| Bem cultural inscrito em 1994. |                           |
| Localização: Sarre |                           |
| Este complexo siderúrgico cobre uma área de seis hectares e domina a cidade de Völklingen, no Sarre. Construída e equipada nos séculos 19 e 20, esta siderúrgica integrada cessou recentemente suas operações e é a única em toda a Europa Ocidental e América do Norte que permaneceu intacta. (UNESCO/BPI) |                           |

| | Sítio fossilífero de Messel |
| Bem natural inscrito em 1995. |                             |
| Localização: Hesse |                             |
| Messel é o melhor sítio fossilífero do mundo para aprender sobre o ambiente do Eoceno, o período geológico que começou cerca de 57 milhões de anos antes da nossa era e terminou cerca de 21 milhões de anos depois. O site fornece informações únicas sobre os primeiros estágios da evolução dos mamíferos, incluindo fósseis excepcionalmente bem preservados, de esqueletos perfeitamente articulados ao conteúdo estomacal. (UNESCO/BPI) |                             |

| | Bauhaus e seus sítios em Weimar, Dessau e Bernau |
| Bem cultural inscrito em 1996, estendido em 2017. |                                                  |
| Localização: Turíngia / Saxônia-Anhalt / Brandemburgo |                                                  |
| Entre 1919 e 1933, a Escola Bauhaus, sediada primeiro em Weimar e depois em Dessau, revolucionou conceitos e práticas arquitetônicas e estéticas. Os edifícios construídos e decorados por alguns de seus professores (Walter Gropius, Hannes Meyer, Lazlo Moholy-Nagy e Wassily Kandinsky) marcaram o início do movimento modernista que moldou grande parte da arquitetura do século XX. (UNESCO/BPI) |                                                  |

| | Catedral de Colônia |
| Bem cultural inscrito em 1996. |                     |
| Localização: Renânia do Norte-Vestfália |                     |
| Iniciada em 1248, a construção desta obra de arte gótica foi realizada por etapas e culminou em 1880. Ao longo desses sete séculos, os seus sucessivos construtores foram animados pela mesma fé e por um espírito de total fidelidade aos planos arquitetônicos originais. Além do valor excepcional de sua arquitetura e das obras de arte que abriga, esta catedral é um testemunho da grande força e durabilidade da fé cristã na Europa. (UNESCO/BPI) |                     |

| | Memoriais a Lutero em Eisleben e Wittenberg |
| Bem cultural inscrito em 1996. |                                             |
| Localização: Saxônia-Anhalt |                                             |
| Este sítio inclui os lugares na Alta Saxônia ligados à vida de Martinho Lutero e seu colaborador Melâncton: a casa de Melâncton em Vitemberga; as casas onde Lutero nasceu (1483) e morreu (1546) em Eisleben; o quarto de Lutero em Vitemberga; a igreja paroquial e a igreja do castelo desta mesma vila, em cuja porta pregou – em 31 de outubro de 1517 – as suas famosas Noventa e Cinco Teses, lançando assim a Reforma e abrindo uma nova era na história religiosa e política do mundo. (UNESCO/BPI) |                                             |

| | Weimar Clássica |
| Bem cultural inscrito em 1998. |                 |
| Localização: Turíngia |                 |
| No final do século XVIII e início do século XIX, a pequena cidade de Weimar, na Turíngia, testemunhou um grande renascimento cultural, atestado pela notável qualidade de muitos de seus edifícios e parques circundantes. Naquela época, atraiu numerosos escritores e estudiosos como Goethe e Schiller. (UNESCO/BPI) |                 |

| | Ilha dos Museus em Berlim |
| Bem cultural inscrito em 1999. |                           |
| Localização: Berlim |                           |
| Como fenômeno social, o museu de arte nasceu no Iluminismo. Construídos entre 1824 e 1930, os cinco edifícios do Museumsinsel em Berlim foram o culminar de um projeto visionário e são representativos da evolução da concepção dos museus ao longo desses cem anos. Cada um dos cinco museus da ilha foi pensado para ter uma relação orgânica com as suas coleções, que são testemunho da evolução da civilização. Ao valor das coleções soma-se o patrimônio arquitetônico e urbano do local como um todo. (UNESCO/BPI) |                           |

| | Castelo de Wartburg |
| Bem cultural inscrito em 1999. |                     |
| Localização: Turíngia |                     |
| A Fortaleza de Wartburg, magnificamente integrada na paisagem florestal circundante, é de certa forma o "castelo ideal". Conserva alguns dos seus elementos originais, datados da época feudal. O seu perfil atual é fruto das reconstruções realizadas no século XIX e evoca como deve ter sido esta fortaleza em tempos de apogeu do poder militar dos seus senhores. Aqui Martinho Lutero traduziu o Novo Testamento do grego para o alemão. (UNESCO/BPI) |                     |

| | Reino dos Jardins de Dessau-Wörlitz |
| Bem cultural inscrito em 2000. |                                     |
| Localização: Saxônia-Anhalt |                                     |
| O Reino dos Jardins de Dessau-Wörlitz é um excelente exemplar do projeto paisagístico e do planejamento urbano do Iluminismo. Seus vários elementos – belos edifícios, parques e jardins de estilo inglês e porções de terras agrícolas sutilmente modificadas – desempenham funções estéticas, educacionais e econômicas de maneira exemplar. (UNESCO/BPI) |                                     |

| | Ilha de Reichenau |
| Bem cultural inscrito em 2000. |                   |
| Localização: Baden-Württemberg |                   |
| Localizada no Lago de Constança, a Ilha de Reichenau preserva os restos de um mosteiro beneditino, fundado em 724, que exerceu grande influência espiritual, intelectual e artística. As três igrejas de Santa Maria e São Marcos, São Pedro e São Paulo e São Jorge, construídas entre os séculos IX e XI, oferecem uma visão geral da arquitetura monástica medieval da Europa Central. Os seus numerosos murais testemunham a existência de uma extraordinária atividade artística. (UNESCO/BPI) |                   |

| | Complexo Industrial da Mina de Carvão de Zollverein |
| Bem cultural inscrito em 2001. |                                                     |
| Localização: Renânia do Norte-Vestfália |                                                     |
| No Complexo Industrial de Zollverein, localizado no Land da Renânia do Norte-Vestfália, a infraestrutura de um local histórico de mineração de carvão foi totalmente mantida. O complexo, que também inclui vários edifícios do século XX de indiscutível valor arquitetônico, é um testemunho excepcional da ascensão e queda desta indústria tão essencial para a economia nos últimos 150 anos. (UNESCO/BPI) |                                                     |

| | Centros históricos de Stralsund e Wismar |
| Bem cultural inscrito em 2002. |                                          |
| Localização: Meclemburgo-Pomerânia Ocidental |                                          |
| Nos séculos XIV e XV, as cidades medievais de Wismar e Stralsund, localizadas na costa báltica do norte da Alemanha, foram importantes centros comerciais da Liga Hanseática. Durante os séculos XVII e XVIII, sob o domínio da Suécia, tornaram-se centros administrativos e militares deste país em território alemão. Ambas as cidades contribuíram para o boom na construção de edifícios característicos do "Brick Gothic" da região do Báltico e para o desenvolvimento de técnicas arquitetônicas. Várias catedrais, a prefeitura de Stralsund e uma série de edifícios residenciais, comerciais e artesanais são representativos da evolução desse estilo arquitetônico ao longo dos séculos. (UNESCO/BPI) |                                          |

| | Vale do Alto Médio Reno |
| Bem cultural inscrito em 2002. |                         |
| Localização: Renânia-Palatinado |                         |
| Esta paisagem cultural de castelos, cidades históricas e vinhas, que se estende ao longo dos 65 quilómetros do Reno, é uma ilustração vívida da presença e do papel dos seres humanos numa paisagem natural espetacular de rica diversidade. A história e a lenda estão intimamente ligadas a este vale, que durante muitos séculos foi uma poderosa fonte de inspiração para escritores, artistas e compositores. (UNESCO/BPI) |                         |

| | Parque Muskauer-Muzakowski |
| Bem cultural inscrito em 2004. |                            |
| Este bem é compartilhado com: Polónia. |                            |
| Localização: Saxônia |                            |
| A criação deste parque paisagístico de 559,90 hectares – que se estende ao longo de ambas as margens do rio Neisse, em ambos os lados da fronteira entre a Polónia e a Alemanha – durou de 1815 a 1844 e deveu-se à iniciativa do príncipe Hermann von Puckler - Muskau. O parque, que se funde perfeitamente com as terras agrícolas circundantes, foi o precursor de novos métodos de paisagismo que tiveram uma influência decisiva no desenvolvimento desta disciplina, tanto na Europa como na América. Concebida como uma "pintura com plantas", não tenta imitar jardins clássicos nem evocar paraísos vegetais perdidos ou atingir um pretenso perfeccionismo botânico, mas utiliza a flora local para realçar a beleza inerente à paisagem. O parque penetra até na cidade de Muskau, formando zonas verdes que enquadram as áreas construídas e fazem da cidade um componente de uma paisagem utópica. O local também possui um castelo restaurado, além de várias pontes e um arboreto. (UNESCO/BPI) |                            |

| | Câmara Municipal e estátua de Rolando no Mercado de Bremen |
| Bem cultural inscrito em 2004. |                                                            |
| Localização: Bremen |                                                            |
| O edifício da Câmara Municipal de Bremen e a estátua de Rolando, localizados na praça do mercado desta cidade do noroeste da Alemanha, são duas obras muito representativas das tradições de autonomia cívica e soberania do Sacro Império Romano. O antigo edifício da Câmara Municipal foi construído em estilo gótico no início do século XV, após a adesão da cidade à Liga Hanseática. Mais tarde, no início do século XVII, o edifício foi reformado no estilo renascentista típico da região do rio Weser. No início do século XX, foi construída uma nova Câmara Municipal junto a este antigo edifício municipal, constituindo assim um conjunto arquitetônico que saiu ileso dos bombardeamentos da Segunda Guerra Mundial. A estátua, esculpida em 1404, tem 5,5 metros de altura. (UNESCO/BPI) |                                                            |

| | Centro histórico de Ratisbona e Stadtamhof |
| Bem cultural inscrito em 2006. |                                            |
| Localização: Baviera |                                            |
| Localizada na Baviera, às margens do Danúbio, esta cidade medieval possui muitos edifícios de qualidade excepcional que testemunham seu passado como centro comercial influente na região desde o século IX. Regensburg preservou numerosos monumentos de sua história de dois mil anos, como construções romanas e edifícios românicos e góticos. A arquitetura dos séculos XI a XIII – período em que foram construídos o mercado, a prefeitura e a catedral – confere à cidade um caráter único: prédios altos, ruas estreitas e escuras, paredes muito largas. Entre os edifícios, encontram-se ainda torres imponentes e várias igrejas e mosteiros, bem como uma ponte de pedra do século XII. A cidade também é famosa por vestígios que dão conta de sua rica história como um dos centros do Sacro Império Romano que abraçou o protestantismo. (UNESCO/BPI) |                                            |

| | Florestas primárias de faias dos Cárpatos e de outras regiões da Europa |
| Bem natural inscrito em 2007, estendido em 2011, 2017 e 2021. |                                                                         |
| Este bem é compartilhado com: Albânia, Áustria, Bélgica, Bulgária, Croácia, Eslováquia, Itália, Polónia, Roménia, Eslovênia, Espanha e Ucrânia. |                                                                         |
| Localização: Meclemburgo-Pomerânia Ocidental / Brandemburgo / Turíngia / Hesse |                                                                         |
| Esta extensão transfronteiriça do Patrimônio Mundial de grãos cárpatos primários e antigas florestas de Beedland da Alemanha (Alemanha, Eslováquia e Ucrânia) abrange 12 países. Desde o fim da última Era Glacial, as beterrabas europeias se espalharam de alguns refúgios isolados nos Alpes, nos Cárpatos, no Mediterrâneo e nos Pirenéus por um curto período de alguns milhares de anos em um processo que ainda perdura. Essa expansão bem sucedida está relacionada à flexibilidade das árvores e tolerância a diferentes condições climáticas, geográficas e físicas. (UNESCO/BPI) |                                                                         |

| | Propriedades residenciais modernistas de Berlim |
| Bem cultural inscrito em 2008. |                                                 |
| Localização: Berlim |                                                 |
| Este sítio inclui seis edifícios residenciais que testemunham a política inovadora em termos de habitat urbano aplicada em Berlim entre 1910 e 1933, especialmente nos tempos da República de Weimar, quando a capital alemã desempenhava um papel de liderança no social, político e cultural. Essas propriedades são um exemplo notável do novo movimento de habitação social, que ajudou a melhorar as condições de moradia e de vida para pessoas de baixa renda por meio de abordagens inovadoras em planejamento urbano, arquitetura e design. Estas casas são exemplos excepcionais de novas realizações urbanas e arquitetônicas, caracterizadas por suas soluções inéditas em termos de design e suas inovações técnicas e estéticas. Bruno Taut, Martin Wagner e Walter Gropius estão entre os principais arquitetos desses edifícios, que tiveram importante impacto na construção de habitações sociais em todo o mundo. (UNESCO/BPI) |                                                 |

| | Mar de Wadden |
| Bem cultural inscrito em 2009; modificado em 2011; estendido em 2014. |               |
| Localização: Frísia |               |
| Este bem é compartilhado com: Dinamarca e Países Baixos. |               |
| O Mar de Wadden engloba a Área de Conservação do Mar de Wadden dos Países Baixos e os Parquenas Nacionais de Waddens da Baixa Saxônia e Schleswig-Holstein, na Alemanha. É um ecossistema contemplado por várias zonas úmidas litorâneas relativamente planas resultantes de uma interação completa de fatores físicos e biológicos, que criaram um grande acúmulo de habitats de transição com canais de marés, bancos e barras de areia, pradarias, falésias. O sítio representa 66% do Mar de Wadden e abriga numerosas espécies vegetais e animais, entre as quais contam diversas mamíferas marinhos como a foca comum, a foca cinzenta e marsuínos comuns. Serve anualmente de local de reprodução e invernada de milhões de pássaros, acolhendo cerca de 10% da população de 29 espécies migratórias. Este sítio é um dos últimos grandes ecossistemas da zona intermarés, de onde os processos naturais se seguem desenvolvendo de forma praticamente intacta. (UNESCO/BPI) |               |

| | Sítios palafíticos pré-históricos em redor dos Alpes |
| Bem cultural inscrito em 2011. |                                                      |
| Este bem é compartilhado com: Áustria, Eslovênia, França, Itália e Suíça . |                                                      |
| Localização: Baden-Wurtemberg / Baviera |                                                      |
| Este local compreende 111 lugares com ruínas de assentamentos humanos pré-históricos em casas de palafitas, ou seja, casas construídas sobre palafitas. Localizados dentro da área dos Alpes e em seus arredores, esses vestígios datam do período entre o quinto milênio e o século V a.C.C. e estão localizados nas margens de lagos, rios e pântanos. Escavações arqueológicas, realizadas apenas em alguns lugares até o momento, forneceram elementos que dão um vislumbre do cotidiano do homem neolítico e da Idade do Bronze na Europa Alpina, bem como sua interação com o meio ambiente. Cinquenta e seis dos locais que compõem o local estão localizados na Suíça. Esses assentamentos humanos, que formam um conjunto único de restos arqueológicos excepcionalmente bem preservados e extraordinariamente ricos culturalmente, constituem uma das fontes mais importantes para o estudo das sociedades agrárias primitivas da região. |                                                      |

| | Fábrica Fagus em Alfeld |
| Bem cultural inscrito em 2011. |                         |
| Localização: Baixa Saxônia |                         |
| A Fábrica Fagus em Alfeld é um complexo de 10 edifícios - iniciado em 1910 com projeto de Walter Gropius - que é um marco no desenvolvimento da arquitetura moderna e do design industrial. Tratava de todas as etapas de fabricação, armazenamento e expedição utilizadas pela indústria calçadista, o complexo, que ainda hoje está em operação, está localizado em Alfeld an der Leine, na Baixa Saxônia. Com seus amplos e inovadores espaços de painéis de vidro e estética funcionalista, o complexo prenunciou o trabalho da escola Bauhaus e é um marco no desenvolvimento da arquitetura na Europa e na América do Norte. (UNESCO/BPI) |                         |

| | Ópera Margrave |
| Bem cultural inscrito em 2012. |                |
| Localização: Baviera |                |
| Construída entre 1744 e 1748 por Joseph Saint-Pierre, seu interior foi projetado por Giuseppe Galli Bibiena e seu filho Carlo di Bologna para a princesa Guilhermina da Prússia, na cidade de Bayreuth (Francônia) É um dos poucos teatros barrocos que sobrevivem intactos e ao lado do Teatro de Cuvilliés, em Munique, o Teatro do Castelo Český Krumlov e o Teatro Drottningholm, na Suécia, são considerados joias do gênero. (UNESCO/BPI) |                |

| | Bergpark Wilhelmshöhe |
| Bem cultural inscrito em 2013. |                       |
| Localização: Hesse |                       |
| Localizado na longa encosta de uma colina encimada por uma gigantesca estátua de Hércules e orientada ao longo de um eixo leste-oeste, o monumental jogo de água Wilhelmshöhe foi iniciado em 1689 por ordem do Landgrave Charles de Hesse-Kassel, e por volta do final do século XIX , foi ampliado e concluído. Abastecido por reservatórios e canais localizados atrás do monumento a Hércules, um complexo sistema hidropneumático transporta a água para um vasto cenário aquático barroco com uma gruta, fontes e uma grande cachoeira de 350 metros de comprimento. Além deste complexo monumental, toda uma série de canais e cursos d'água artificiais serpenteiam pelo eixo principal, alimentando cachoeiras espetaculares, corredeiras tumultuadas, uma grande fonte com um gêiser de 50 metros de altura, um lago e lagoas isoladas que animam o jardim. romântico criado no século 19 pelo eleitor William I, bisneto do Landgrave Charles. As grandes dimensões do parque e a magnitude das suas obras hidráulicas, juntamente com a grandiosa estátua de Hércules, constituem uma expressão notável dos ideais da monarquia absoluta e o local como um todo é um testemunho excepcional das correntes estéticas do barroco e o Romantismo. (UNESCO/BPI) |                       |

| | Westwerk Carolíngea e Civitas de Corvey |
| Bem cultural inscrito em 2014. |                                         |
| Localização: Renânia do Norte-Vestfália |                                         |
| O sítio está situado às margens do rio Weser, nos arredores da cidade de Höxter, em um assentamento rural ainda bem preservado, onde o Westwerk e a civitas foram construídos entre 822 e 885 dC. O Westwerk é a única estrutura da era carolíngia ainda de pé, enquanto o complexo original da abadia imperial é preservado na forma de vestígios arqueológicos que até agora foram apenas parcialmente escavados. O Westwerk de Corvey representa um dos exemplos mais eminentes da arquitetura carolíngia e é uma criação autêntica desse período. Além disso, a articulação arquitetônica e decoração do Westwerk ilustram claramente o papel que os mosteiros imperiais desempenharam no Império Franco, garantindo o controle territorial, a administração, a disseminação do cristianismo e a ordem política e cultural carolíngia por toda a Europa. (UNESCO/BPI) |                                         |

| | Speicherstadt, Kontorhausviertel e Chilehaus em Hamburgo |
| Bem cultural inscrito em 2015. |                                                          |
| Localização: Hamburgo |                                                          |
| A área de Speicherstadt e o bairro Kontorhaus são duas áreas urbanas centrais de Hamburgo, a grande cidade portuária alemã. Os edifícios dos armazéns portuários na área de Speicherstadt foram construídos progressivamente de 1885 a 1927 no terreno de um grupo de ilhas estreitas no rio Elba e, após a destruição causada pela Segunda Guerra Mundial, foram parcialmente reconstruídos no período 1949-1967. Com seus quinze enormes armazéns e seis dependências cercadas por uma rede de canais curtos, Speicherstadt é um dos maiores complexos de armazéns portuários históricos do mundo (300.000 m2). Perto está o bairro de Kontorhaus, que ocupa uma área de mais de cinco hectares onde, além do notável edifício de arquitetura modernista denominado Chilehaus (Casa do Chile), seis vastos conjuntos de escritórios construídos entre 1920 e 1940 para abrigar o sedes de empresas dedicadas às atividades portuárias e comerciais. Os dois sítios deste bem cultural ilustram perfeitamente as repercussões do rápido desenvolvimento do comércio internacional no final do século XIX e início do século XX. (UNESCO/BPI) |                                                          |

| | O Trabalho Arquitetônico de Le Corbusier, uma Contribuição Impressionante para o Movimento Moderno |
| Bem cultural inscrito em [[]]. | |
| Este bem é compartilhado com: Argentina, Áustria, Bélgica, França, Índia, Japão e Suíça . | |
| Localização: Baden-Wurtemberg | |
| Espalhados por sete países, os 17 sítios que integram este bem do Patrimônio Mundial constituem um testemunho da invenção de um novo modo de expressão da arquitetura, em clara ruptura com formas anteriores. As obras arquitetônicas destes sítios foram realizadas por Le Corbusier ao longo de cinquenta anos de "busca paciente", segundo suas próprias palavas. O Complexo do Capitólio de Chandigarh (Índia), o Museu Nacional de Arte Ocidental de Tóquio (Japão), a Casa Curutchet (Argentina) e a Unidade de Habitação de Marselha (França), entre outras construções, testificam as soluções alcançadas no século XX pelo Movimento Moderno na intenção de renovar as técnicas arquitetônicas para satisfazer as necessidades da sociedade. Estas obras-primas do gênio humano também constituem um testemunho a internacionalização da arquitetura em escala global. (UNESCO/BPI) | |

| | Grutas e Arte da Idade do Gelo em Swabian Jura |
| Bem cultural inscrito em 2017. |                                                |
| Localização: Baden-Württemberg |                                                |
| Os primeiros humanos "modernos" chegaram à Europa na era do gelo, cerca de 43.000 anos atrás. O Jura Suábio, localizado no sul da Alemanha, foi um dos lugares onde se estabeleceram. Escavações arqueológicas realizadas em seis cavernas desde a década de 1860 revelaram vestígios de sua presença, datando de 33.000 a 43.000 anos. Neste sítio foram encontrados os seguintes objetos, entre outros: uma estatueta feminina; figuras esculpidas de animais (leões das cavernas, mamutes, cavalos, bovinos, etc.) e criaturas fantásticas, metade humanas, metade animais; instrumentos musicais; e ornamentos. Estes vestígios arqueológicos testemunham a existência de uma das artes figurativas mais antigas do mundo e contribuem para esclarecer o nosso conhecimento sobre as origens do espírito criativo do ser humano no campo da arte. (UNESCO/BPI) |                                                |

| | Catedral de Naumburg |
| Bem cultural inscrito em 2018. |                      |
| Localização: Saxônia-Anhalt |                      |
| Localizada na região oriental da Bacia da Turíngia, a Catedral de Naumburg, cuja construção começou em 1028, é um testemunho excepcional da arte e da arquitetura da Idade Média. A sua estrutura românica, ladeada por dois coros góticos, é um exemplo de estilo de transição entre o fim do românico e o início do gótico. O jubé ocidental, datado da primeira metade do século XIII, reflete as mudanças na prática religiosa e a inserção da ciência e da natureza nas artes figurativas. Este coro alto, assim como as esculturas reais dos fundadores da catedral, são obras de arte devido à oficina conhecida como "Maestria de Naumburg". (UNESCO/BPI) |                      |

| | Complexo arqueológico de Hedeby e Danevirke |
| Bem cultural inscrito em 2018. |                                             |
| Localização: Eslésvico-Holsácia |                                             |
| Hedeby é um sítio arqueológico com vestígios de um antigo empório mostrando o traçado das ruas, além de edifícios, cemitérios e um porto construídos durante o primeiro e início do segundo milênio. O local é cercado por um segmento do Danevirke, uma linha de fortificações que atravessa o istmo de Schleswig, cuja estreiteza separa a Península da Jutlândia do resto do continente europeu. Devido à sua localização excepcional entre o Império Franco ao sul e o Reino da Dinamarca ao norte, Hedeby tornou-se um importante centro de comércio entre a Escandinávia e o resto da Europa, por um lado, e entre o Mar do Norte e o Mar Báltico , por outro lado. A abundância de material arqueológico no local e a sua excelente conservação fizeram de Hedeby um local essencial para poder interpretar a evolução histórica e socioeconómica da Europa na Era Viking. (UNESCO/BPI) |                                             |

| | Região Mineira de Erzgebirge/Krušnohorí |
| Bem cultural inscrito em 2019. |                                         |
| Este bem é compartilhado com: Chéquia. |                                         |
| Localização: Saxônia |                                         |
| A região mineira de Erzgebirge/Krušnohorí está localizada no sudeste da Alemanha, na Saxônia, e no nordeste da República Tcheca. Esta cadeia de montanhas transfronteiriças tem uma grande variedade de metais que começaram a ser extraídos desde a Idade Média. Entre 1460 e 1560, o depósito de prata mais importante da Europa foi explorado nele, o que trouxe consigo uma série de descobertas tecnológicas. O segundo grande mineral extraído e processado neste local foi a lata. No final do século XIX, a região foi um importante produtor de urânio em todo o mundo. A exploração praticamente ininterrupta das Montanhas Metalúrgicas por 800 anos, do século XII ao SÉCULO XX, deixou uma marca profunda na paisagem cultural da região com a presença de minas e cidades mineradoras, além de fundidores, instalações inovadoras para o tratamento de minerais e sistemas de gestão de recursos hídricos de última geração. (UNESCO/BPI) |                                         |

| | Sistema de gestão hidráulica de Augsburgo |
| Bem cultural inscrito em 2019. |                                           |
| Localização: Baviera |                                           |
| Este sistema evoluiu em etapas sucessivas desde o século XIV até os dias atuais. É composto pelos seguintes elementos: uma rede de canais; caixas de água, construídas entre os séculos XV e XVII, que abrigavam máquinas de bombeamento; um açougue refrigerado a água; um conjunto de três fontes monumentais; e hidrelétricas que continuam fornecendo energia renovável hoje. Promovidas pela existência desse peculiar sistema de gestão de recursos hídricos, as inovações tecnológicas relacionadas à água fizeram de Augsburg uma cidade líder no campo da engenharia hidráulica. (UNESCO/BPI) |                                           |

| | Fronteiras do Império Romano - O Limes do Danúbio (Trecho Ocidental) |
| Bem cultural inscrito em 2021. |                                                                      |
| Este bem é compartilhado com: Áustria e Eslováquia. |                                                                      |
| Localização: Nitra / Bratislava |                                                                      |
| O trecho ocidental dos "limas" do Danúbio abrange quase 600 km da fronteira muito mais antiga do Império Romano que circundava o Mar Mediterrâneo. Os "limas" do Danúbio (Trecho Ocidental) refletem as especificidades da fronteira romana nesta parte através de sítios que representam elementos-chave, desde estradas, fortalezas legionárias e outros assentamentos relacionados a pequenos fortes e acampamentos temporários. Além disso, também mostra como todos esses elementos se adaptaram à topografia local. (UNESCO/BPI) |                                                                      |

| | Grandes cidades termais da Europa |
| Bem cultural inscrito em 2021. |                                   |
| Localização: Baden bei Wien |                                   |
| Este bem é compartilhado com: Alemanha, Áustria, Chéquia, França, Itália e Reino Unido. |                                   |
| Este site transnacional abrange as famosas estâncias balneares localizadas em onze cidades de sete países europeus: Baden bei Wien (Áustria); Spa (Bélgica); Františkovy Lázně, Karlovy Vary e Mariánské Lázně (Chéquia); Vichy (França); Bad Ems, Baden-Baden e Bad Kissingen (Alemanha); Montecatini Terme (Itália) e Cidade de Bath (Reino Unido). O desenvolvimento de todas essas localidades deveu-se à existência de nascentes de água mineral em seus territórios, bem como ao auge das curas termais na Europa desde o início do século XVIII até a terceira década do século XX. Daí a criação de grandes centros termais para um público internacional abastado, o que influenciou a sua estrutura urbana porque a vida da cidade se organizou em torno dos edifícios e estâncias ("kurhaus" e "kursaal", em alemão) dedicados às terapias termais. Construídos com suntuosas colunatas, galerias e salas, esses edifícios foram projetados para incentivar a prática do banho e o consumo de águas minerais, e também para explorar o seu potencial econômico. As estâncias termais criaram ainda inúmeros jardins, salas de conferências, casinos, teatros, hotéis, residências mansões e infraestruturas especificamente destinadas à condução de águas termais. Todas as construções foram integradas em complexos urbanos de grande beleza paisagística, zelosamente organizados para a administração de terapias e a realização de atividades recreativas. O conjunto desses spas é representativo da importância da troca de valores humanos, bem como da evolução da ciência, da medicina e da balneoterapia. (UNESCO/BPI) |                                   |

| [[Imagem:\|border\|250px]] | Mathildenhöhe de Darmstadt |
| [[Imagem:\|border\|250px]] | Bem cultural inscrito em 2019. |
| [[Imagem:\|border\|250px]] | Localização: Hesse |
| [[Imagem:\|border\|250px]] | Em 1897, o Grão-Duque Ernst Ludwig de Hesse patrocinou a fundação de uma Colônia de Artistas em Mathildenhöhe, uma colina com vista para a cidade de Darmstadt, no centro-oeste da Alemanha. A Colônia foi fundada com o propósito de se tornar um centro dos movimentos de renovação que se manifestavam na época nos campos das artes, da arquitetura e do artesanato. Foram os próprios artistas coloniais que projetaram experimentalmente os espaços de vida e de trabalho dos edifícios que foram executados em estilo precocemente modernista. A Colônia cresceu em popularidade graças a uma série de sucessivas exposições internacionais que ocorreram nos anos de 1901, 1904, 1908 e 1914. Hoje continua sendo um testemunho do surgimento da arquitetura moderna, urbanismo e paisagismo, influenciados por todas as para o movimento “Arts and Crafts” e a “Secessão de Viena”. O sítio é composto por dois componentes que incluem 23 elementos, entre eles a Torre do Casamento (1908), o Pavilhão de Exposições (1908), o Plana Grove (1833 e 1904-1914), a Capela Russa de Santa María Magdalena (1897 -1899), o Lago dos Lírios e o Monumento a Gottfried Schwab (1905), a Pérgola, o Jardim e o pavilhão denominado "Templo dos Cisnes" (1914), a Fonte de Ernest Luis de Hesse e 13 casas e estudos de artistas construídos para a Colônia e exposições internacionais. Outro elemento complementar é o Conjunto das Três Casas construído para a exposição de 1904. (UNESCO/BPI) |

| | Fronteiras do Império Romano – Limes da Baixa Alemanha |
| Bem cultural inscrito em 2021. |                                                        |
| Este bem é compartilhado com: Países Baixos. |                                                        |
| Localização: Baviera |                                                        |
| Seguindo a margem esquerda do Baixo Reno por cerca de 400 km, desde o Maciço do Reno, na Alemanha, até a costa do Mar do Norte, na Holanda, este local transnacional é composto por 102 componentes de uma seção das fronteiras do Império Romano, que no século II da nossa época estendia-se pela Europa, Médio Oriente e Norte de África, ao longo de 7.500 km. O local inclui locais e infraestruturas militares e civis que marcaram a fronteira da Baixa Alemanha entre os séculos I e V d.C. Os vestígios arqueológicos do local incluem acampamentos legionários, fortes, fortes, torres, acampamentos temporários, estradas, portos, uma base de frota, um canal e um aqueduto, além de assentamentos civis, cidades, cemitérios, santuários, um anfiteatro e um palácio . Quase todos esses vestígios arqueológicos estão enterrados. Os reservatórios cheios de água do local permitiram um elevado grau de conservação dos materiais estruturais e orgânicos da época romana de ocupação e uso. (UNESCO/BPI) |                                                        |

| | Sítios SchUM de Espira, Worms e Mainz |
| Bem cultural inscrito em 2021. |                                       |
| Localização: Renânia-Palatinado |                                       |
| Situado nas antigas cidades catedrais imperiais de Speyer, Worms e Mainz no vale do Alto Reno, o conjunto Speyer, Worms e Mainz compreende o Pátio Judaico de Speyer, com as estruturas sinagoga e shulfeminine (sinagoga iídiche), os restos arqueológicos da yeshivá ( escola religiosa), o pátio e o ainda intacto mikveh subterrâneo (banho ritual), que preservou a sua elevada qualidade arquitetónica e construtiva. O local também compreende o complexo da Sinagoga de Worms, com sua reconstrução in-situ do pós-guerra da sinagoga do século XII e da sinagoga feminina do século XIII, o salão comunitário (Rashi House) e o monumental micvê do século XII. A série também inclui o Antigo Cemitério Judaico em Worms e o Antigo Cemitério Judaico em Mainz. Os quatro locais que compõem o local refletem tangivelmente o aparecimento precoce de costumes asquenazes distintivos e o padrão de desenvolvimento e assentamento das comunidades ShUM, especialmente entre os séculos 11 e 14. Os edifícios que compõem o local serviram de protótipo para edifícios religiosos e comunitários judaicos posteriores, bem como cemitérios na Europa. A sigla ShUM significa as iniciais hebraicas de Speyer, Worms e Mainz. (UNESCO/BPI) |                                       |

| | Patrimônio Medieval Judaico de Erfurt |
| Bem cultural inscrito em 2023. |                                       |
| Localização: Turíngia |                                       |
| Situado no centro histórico medieval de Erfurt, capital da Turíngia, a propriedade compreende três monumentos: a Antiga Sinagoga, o Mikveh e a Casa de Pedra. Estes ilustram a vida da comunidade judaica local e sua coexistência com uma maioria cristã na Europa Central durante a Idade Média, entre o fim do século XI e meados do século XIV. (UNESCO/BPI) |                                       |

| Castelo de Schweriner às margens do lago Pfaffenteich. | Complexo Residencial de Schwerin |
| Castelo de Schweriner às margens do lago Pfaffenteich. | Bem cultural inscrito em 2024. |
| Castelo de Schweriner às margens do lago Pfaffenteich. | Localização: Meclemburgo-Pomerânia Ocidental |
| Castelo de Schweriner às margens do lago Pfaffenteich. | Situado às margens do Lago Schwerin no nordeste da Alemanha, o Complexo Residencial de Schwerin é um conjunto arquitetônico e paisagístico que se encaixa precisamente no contexto da emergência e desenvolvimento do estilo historicista na Europa. Criado na maior parte do século XIX no que era então a capital do Grão-Ducado de Meclemburgo-Schwerin no nordeste da Alemanha, a propriedade compreende 38 elementos, incluindo o Palácio Grão-Ducal e mansões campestres, edifícios culturais e sagrados e o lago ornamental Pfaffenteich. Entretanto, ela também preenche todas as funções de uma capital ducal em termos de administração, defesa, infraestrutura prática, transportes, prestígios e atividades culturais, com parques, canais, lagos e fontes e espaços públicos. Os edifícios formam um conjunto arquitetônico excepcional, desde o neoclássico até o neobarroco e o neorrenascentista com influências do renascentista italiano. (UNESCO/BPI) |

## Lista Indicativa
Em adição aos sítios inscritos na Lista do Patrimônio Mundial, os Estados-membros podem manter uma lista de sítios que pretendam nomear para a Lista de Patrimônio Mundial, sendo somente aceitas as candidaturas de locais que já constarem desta lista. Desde 2023, a Alemanha apresenta 7 locais na sua Lista Indicativa.
| Sítio | Imagem | Localização                         | Ano  | Dados UNESCO              | Descrição |
| --- | ------ | ----------------------------------- | ---- | ------------------------- | --- |
| Sede das Fundações Francke                                                                                |        | Saxônia-Anhalt                      | 1999 | Cultural: iii, iv, vi     | As Fundações Francke em Halle são um dos monumentos arquitetônicos mais importantes da Alemanha do período do Pietismo e do início do Iluminismo. Os edifícios e jardins que deram às Fundações Francke a sua imagem inconfundível foram construídos sucessivamente a partir do edifício principal na direção nascente e sul e foram substancialmente concluídos em 1748. O edifício principal constitui o desenvolvimento urbano e o elemento arquitetônico dominante da área.                                                                                               |
| Cemitério Judaico de Altona Königstraße                                                                   |        | Hamburgo                            | 2015 | Cultural: ii, iii, iv, vi | O sítio proposto ocupa uma área de quase 1,9 hectares e é a amálgama de dois cemitérios adjacentes mas separados, nomeadamente a parte sudoeste desenhada pelos judeus sefarditas em 1611, que se estende por um quarto do cemitério, e a outra secção a norte e a leste, um cemitério criado por judeus asquenazes em 1616. Isso o torna não apenas o cemitério judaico mais antigo, mas também o mais antigo de todos os cemitérios de Hamburgo. De fato, sua parte sefardita é o mais antigo cemitério preservado de emigrantes sefarditas de Portugal ao norte da Europa. |
| Paisagens de prados e pântanos alpinos e pré-alpinos                                                      |        | Baviera                             | 2015 | Cultural: v               | O distrito de Garmisch-Partenkirchen abriga um dos pontos principais dos prados históricos da Europa, com origem na Idade Média e no início da Idade Moderna graças à regulamentação dos mosteiros. A maior presença de Buckelwiesen (pasto de muitos gramados) e os maiores prados de montanha podem ser encontrados no vale de Isar. |
| Complexo Residencial de Schwerin - Paisagem Cultural do Historicismo romântico                            |        | Meclemburgo-Pomerânia Ocidental     | 2015 | Cultural: iii, iv         | Um conjunto de edifícios em excepcional estado de conservação, o Complexo Residencial de Schwerin é um excelente exemplar do mais recente florescer da cultura de corte no século XIX. O local encarna a representação dos pequenos estados alemães e foi construído entre 1825 e 1883 pelos grão-duques Frederico Francisco I, Paulo Frederico e Frederico Francisco II. |
| Sonho em Pedra - Os palácios de Luís II da Baviera: Castelo de Neuschwanstein, Linderhof e Herrenchiemsee |        | Baviera                             | 2015 | Cultural: i, iii, iv, vi  | Com sua retirada gradual da vida política e fuga para um mundo poético ideal, o rei Luís II da Baviera é uma das personalidades mais fascinantes do século XIX. Impedido por restrições políticas de realizar sua visão idealizada da vida monárquica, com o Castelo de Neuschwanstein e os palácios de Linderhof e Herrenchiemsee em seus ambientes naturais intocados, o monarca criou seus mundos alternativos artificiais. |
| Memória de Lutero na Saxônia-Anhalt, Baviera e Turíngia                                                   |        | Saxônia-Anhalt / Baviera / Turíngia | 2015 | Cultural: iv, vi          | Os memoriais da Reforma na Alemanha central são um testemunho do ambiente político, econômico, social, científico, espiritual, arquitetônico e artístico em que o movimento ocorreu. Os lugares e edifícios da indicação abrigaram eventos de importância duradoura na memória coletiva política e religiosa. |